# سيمون إرنست
سيمون إرنست (بالألمانية: Simon Ernst)‏ مواليد 2 أبريل 1994 في دورن، هو لاعب كرة يد ألماني يلعب كوسط مدافع. يلعب حاليا مع نادي غومرسباخ لكرة اليد ويحمل الرقم 3. مثل منتخب ألمانيا لكرة اليد.

## سجل المنافسة
شارك في البطولات التالية:
- بطولة العالم لكرة اليد للرجال 2017
- بطولة أوروبا لكرة اليد للرجال 2016

## الإنجازات
- بطولة أوروبا لكرة اليد للرجال:
  -  ذهبية: بطولة أوروبا لكرة اليد للرجال 2016